# Renata Śliwińska
Pour les articles homonymes, voir Śliwiński.
Renata Śliwińska, née le 5 septembre 1996 à Skwierzyna (Pologne), est une athlète handisport polonaise, concourant en lancers catégorie F40 pour athlètes de petites tailles.

## Carrière
Lors des Championnats du monde 2019, elle améliore le record du monde du lancer du disque F40 mais termine seulement 8e de la finale, l'épreuve ayant mixé les athlètes des catégories F40 et F41.
Aux Jeux paralympiques d'été de 2020, elle remporte la médaille d'or sur le lancer du poids F40 devant la Tunisienne Nourhein Belhaj Salem et la Nigériane Lauritta Onye en battant le record paralympique avec un jet à 8,75 m.

## Palmarès
| Date | Compétition           | Lieu           | Place | Épreuve       | Marque  |
| ---- | --------------------- | -------------- | ----- | ------------- | ------- |
| 2016 | Championnats d'Europe | Grosseto       | 1re   | poids F40/41  | 6,32 m  |
| 2016 | Championnats d'Europe | Grosseto       | 1re   | disque F40/41 | 16,86 m |
| 2016 | Jeux paralympiques    | Rio de Janeiro | 6e    | poids F40     | 6,64 m  |
| 2016 | Jeux paralympiques    | Rio de Janeiro | 6e    | disque F41    | 23,34 m |
| 2017 | Championnats du monde | Londres        | 6e    | disque F41    | 21,21 m |
| 2017 | Championnats du monde | Londres        | 2e    | poids F40     | 7,23 m  |
| 2018 | Championnats d'Europe | Berlin         | 2e    | disque F41    | 21,54 m |
| 2018 | Championnats d'Europe | Berlin         | 1re   | poids F40     | 8,50 m  |
| 2019 | Championnats du monde | Dubaï          | 8e    | disque F41    | 24,65 m |
| 2019 | Championnats du monde | Dubaï          | 2e    | poids F40     | 8,62 m  |
| 2021 | Championnats d'Europe | Bydgoszcz      | 1re   | poids F40     | 8,75 m  |
| 2021 | Championnats d'Europe | Bydgoszcz      | 2e    | disque F41    | 24,7 m  |
| 2021 | Jeux paralympiques    | Tokyo          | 1re   | poids F40     | 8,75 m  |
| 2021 | Jeux paralympiques    | Tokyo          | 8e    | disque F41    | 24,70 m |